# Nycterosea inocellata
Nycterosea inocellata là một loài bướm đêm trong họ Geometridae.